# Auguste Vidal de Cassis
Pour les articles homonymes, voir Vidal et Cassis.
Auguste Théodore Vidal, dit de Cassis, né le 3 janvier 1803 à Cassis et mort le 15 avril 1856 à Paris, est un chirurgien français. Il est l'auteur d'un essai pionnier sur les maladies vénériennes.

## Biographie
Né à Cassis (Bouches-du-Rhône), il commença ses études médicales à Marseille et alla les terminer à Paris, où il fut reçu docteur en 1828. Agrégé de la Faculté en 1832, il fut nommé chirurgien des hôpitaux l'année suivante, et envoyé à Aix-en-Provence pour soigner les cholériques. Il resta ensuite toute sa vie chirurgien de l'hôpital du Midi. 
Vidal a publié un grand nombre d'observations et de mémoires. Il inventa les serres fines et soutint une célèbre dialectique contre Ricord, qui n'admettait pas, au début, la contagiosité de la syphilis par les plaques muqueuses. L'opinion de Vidal fut reconnue exacte, même par son contradicteur.

## Ses publications
- Anatomie élémentaire et descriptive de toutes les parties du corps humain, 1830
- De la cure radicale du varicocèle par l'enroulement des veines du cordon spermatique, suivi d'une note sur le débridement du testicule dans les cas d'orchite parenchymateuse, 1850
- Des inoculations syphilitiques, lettres [I-IV], 1849
- Du cancer du rectum et des opérations qu'il peut réclamer, parallèle des méthodes de Littré et de Callisen pour l'anus artificiel,1842